# Joaquim Pinto Portella
Joaquim Pinto Portella (Pernambuco, 23 de novembro de 1860 – Rio de Janeiro, 22 de junho de 1934) foi um médico brasileiro.
Médico pela Faculdade de Medicina do Rio de Janeiro.
Exerceu sua profissão no Rio de Janeiro. Foi cirurgião adjunto do Hospital de Beneficência Portuguesa e cirurgião do Hospital Geral da Santa Casa de Misericórdia do Rio de Janeiro.
Foi eleito membro da Academia Nacional de Medicina em 1889, a qual presidiu de 1903 a 1905.
Foi membro da Academia Imperial de Medicina.